# تاريخ هندوراس

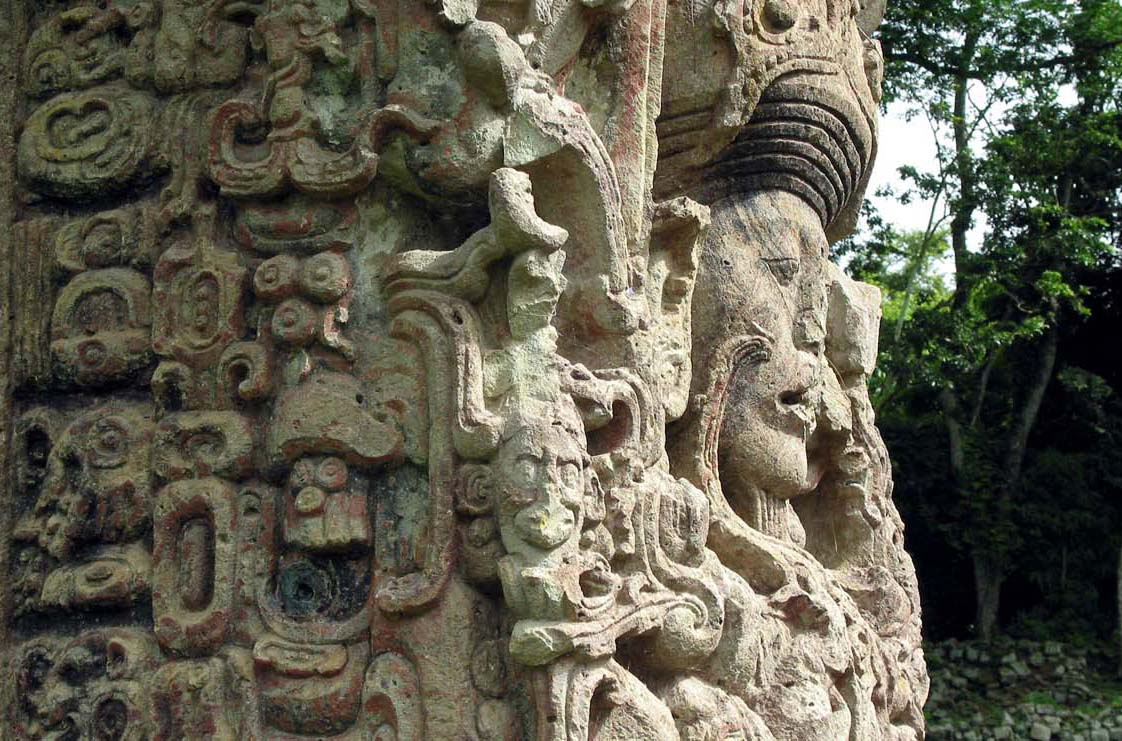

تقع هندوراس في وسط أمريكا الوسطى، ويرجع تاريخها إلى 14000 سنة (وفقا لاجماع كلوفيس) وفيه اشارت التقديرات إلى أن أوائل المستوطنات كانت لسكان حضريين. قبل الغزو الأسباني في القرن السادس عشر، كانت تسكنها شعوب ذات ثقافات مختلفة الذين تفاعلوا مع بعضهم البعض بدرجة كبيرة. وبرزت في هذه الفترة الحضارة الدردارية، وحضارة التولتيك وحضارة المايا.
وفي الخامس عشر من سبتمبر عام 1821 تم تأكيد قانون استقلال أمريكا الوسطى بفضل المكسيك التي اعلنت استقلالها عام 1823 . ثم في عام 1838 استقلت هندوراس عن أمريكا الوسطى وبدأت بذلك عملية الاستقلال النهائية التي ادت بذلك الي الشكل الحالي لجمهورية هندوراس.

## هندوراس ما قبل الاحتلال الإسباني

### التسلسل الزمنى لتاريخ هندوراس
قبل الغزو الإسباني سكنت هندوراس شعوب مختلفة الحضارة، تقسم عادة إلى نوعين: حضارة المايا وحضارة التولتيك.
ولكن كانت تتميز هندوراس قبل الاكتشاف بالعرقية وتنوع اللغات أكثر مما يوحي به اختلافهم. بالإضافة إلى تنوع قبائل المايا الذين كانوا على اتصال بقبائل المايا اليوكاتان وغواتيمالا. وكان تعيش أيضا قبائل التولوبان والينكاس والميسومالباس وربما خينكاس.
توسعت بذلك قبائل المايا عن طريق وادي نهر الموتاغوا فارضيين السيطرة على المركز الاساسي والرسمي لكوبان، بالقرب من مدينة سانتا روسا في كوبان حالياً.
ولمدة ثلاثة قرون ونصف طورت المايا المدينة وحولوها لواحدة من أهم مراكز حضارتهم الأساسية. ولاتزال تُناقَش الاسباب التي أدت إلى هجر وتدمير كوبان ومدن أخرى للمايا. التي لم تكن أكثر من حطام في فترة الاحتلال الإسباني.
وصلت هذه الحضارات لتقدم كبير في مجالات متنوعة من المعرفة بالعلوم الإنسانية مدفوعا بتطوير الزراعة وتنوع محاصيلها (الفاصوليا الخضراء – الكاكاو-الفلفل الحار..الخ) وكانوا يملكون نظام ري كبير فضمنوا بذلك الغذاء المناسب لعدد كبير من سكانهم.
وطبقوا ايضاً تقنيات هائلة في صناعة الغزل والنسيج وصناعة الخزف وقاموا بتطوير التجارة ايضاً بشكل كبير ومتنوع. ووصلوا لتطور علمى كبير في مجال الرياضيات والفلك بالإضافة إلى الهندسة والنحت التي استعملوها في بناء مدنأعملاقة.
وعلى جانب آخر ففي المنطقة الشمالية الغربية، هيمنت الشعوب المتأثرة بحضارة التولتيك مثل الناهوا الذين سكنوا في وادى ناكو وتروخيو والتشتوتين هي قبيلة من قبائل المايا سكنت في كورتيز وكوبان واوكتوبيك. وايضاً اللينكاس الذين توسعوا عبر مقاطعة سانتا باربا، وليمبيرا، وانتبوكا، ولاباز، وكوماياغوا، وفرانسيسكو مورازان، ولافيليي، وجزء من اراضى السلفادور حالياً.
كانت تُسكَن باقى اراضى هندوراس من قبل شعوب آتية من جنوب القارة، مع ثقافة بدوية وشبه بدوية، وكانت تحكمهم علاقات انتاجية مشتركية بدائية. ونجد من بين هذه الشعوب: اكسيكاكيس والبيتشز وطواهكس والمسكيتوس الذين شكلوا جميعاً معظم سكان البلد. وشكلوا بعد النصف الثانى من عام 1700 مجموعات عرقية متنوعة على امتداد ساحل بحر الكاريبى مثل: الغاريفونيون والسود الناطقين لغة إنجليزية.
```
وكان الشعب الذي يشكل أكبر عدد من السكان هو اللينكاالذين كانوا وقت وصول الإسبان الأكثر انتشاراً وتنظيماً من بين باقى الشعوب.وكان عدد سكانهم عددأ لا بأس به، بمتوسط 350 بيتاً وأكثر من 500 ساكناً.وعلى الرغم من وجود جدال علمى عن تدهور وأصل شعب اللينكاس وفقاً لما قاله رودولفو كاسترو بارون: انهم بقايا الورثة المباشرين للمايا، الذين لم يتبعوا الهجرة التي أدت لنهاية الإمبراطورية القديمة.وعثر الإسبان عند وصولهم على منشأت في الأراضى التي تعرف الآن بجمهوريات 
السلفادور
 
وهندوراس
.
```

كانت المنطقة التي تسكنها المايا هي المعروفة الآن بدول هندوراس، وغواتيمالا، والسلفادور، والمكسيك.
```
ازدهرت 
المايا
 في هذه البلدان في أول خمسة عشر قرناً من العصر المسيحي. وتظل الاسباب غير واضحة حتى الآن التي تسببت في هجر وتدمير 
كوبانومدن
 أخرى للمايا التي لم تكن خلال الاحتلال الإسبانى أكثر من أطلال، في حين أنهم طرحوا اسباباَ 
كالجوع
 
والأوبئة
 والحروب الداخلية.
```

#### غزو هندوراس
بدأت الاتصالات الإسبانية مع السكان الأصليين لهندوراس بالتزامن مع أخر رحلة لكريستوفر كولومبوس - الذي أتم الستون عاماً، خرج من قادش في 9 من مايو 1502، بأربع سفن و 150 رجلاً حيث كان معه اخوه بارتولو وابنه فرناندو ابن الثالث عشر عاماً نتاج زواجه التانى.
وفي العشرين من مايو وصل لجزر الكنارى وعرف جزيرة مارتينيك في 15 يونيه، ونزل الدومينكان، عبر الساحل الجنوبى لبورتوريكو، ومر بالساحل الجنوبى لجزيرة إسبانيولا ولكنه لم ينزلها بسبب اعتراض نيكولاس دى اوفيدو على دخول الميناء، ثم ذهب لجزيرة جاميكا عن طريق ساحلها الجنوبى.
ثم تطرق إلى سواحل الدارين ووصل لجزيرة كواناخا التي سماها جزيرة لوس بينوس على ساحل هندوراس.
ومن هناك وصل لبونتا ككينس (كابو دى هندوراس). ابحر كولومبس خارج جزيرة باهيا وبعد وقت قليل وصل إلى بونتا ككينس (كابو دى هندوراس)، ونزل بتروخيو واستولى على هندوراس باسم السيادة الأسبانية. نزل بعد ذلك إلى الجنوب وتعرف على جميع سواحل أمريكا الوسطى وسواحل كوبا حتى خليج سان بلاس. واكتشف منطقة موسكيتا ونيكاراغوا وكوستاريكا..ومنذ اكتشافه، ظل اقليم هندوراس آمن حتى مارس 1524، عندما أصبح جيل جونزاليز دافيلا أول إسبانى يصل إلى هندوراس بغرض الغزو، ولاحقاً وصلها كريستوفر دى اوليدو وفرانسيسكو دى لاس كاساس وهرنان كورتيس وبيدرو دى الفرادو.

##### أصل التسمية
وفقاً لما قاله المؤرخ روبوستاينو فيرا عام 1899 : يعود اسم هندوراس إلى الاعماق أو القيعان اللاتى عُثر عليها من قبل اوائل الطيارين على سواحلها. بسبب تعجبهم عندما رحلوا منها قائلين «نجانا الله من هذه الاعماق».
وكانت اراضى هندوراس خلال فترة الغزو الإسبانى معروفة ايضاً بأسماء أخرى مثل: هيبويراس أو هيجويراس وبعض الإسبان اطلقوا عليها ايضاً «إكسترامادورا الجديدة».
وفي عام 1858 قال عالم الآثار الأمريكى، افرايم جورج سكوير في كتابه " بلاد أمريكا الوسطى" أن هرنان كورتيز استوحى اخبار واردة قريبة من وجود ممالك شاسعة وسكان في جنوب إمبراطورية موكتيزومة ". تعهد بالقيام برحلة استكشافية لهندوراس التي كانت تسمى هيبوراس أو هيجيراس.
وعلى صعيد آخر، أكد عالم الجغرافيا أليس ريكلوس عام 1891 أن اسم هندوراس مؤرخاً من وقت الاكتشاف. ووفقا لما قاله ريكلوس أن كولومبوس قد تعرض لأخطاراً عام 1502 عندما ابحر بين كابو دى ككينس وغراسياس ديوس، ولكن أكد العالم الفرنسى أن" اسم هندوراس الحالى لم يطلق على سواحلها عن طريق كولومبوس ولكن أطلقه بارتولومي دى لاس كاساس الذي في أكتشافه لجزر الهند الغربية عن عن طريق الإسبان تحدث عن ارض (هوندوري) وهذا الاسم من أصل هندى.
«مضت عشرون سنة في الرحلة الاستكشافية الشهيرة لهرنان لهرنان كورتيز، عن طريق يوكاتان، الاراضى الهندورسية كانت معروفة عند الإسبان باسم هيبويراس أو هيجوراس وايضا يسمونها اكسترمادورا الجديدة».

##### الغزو الإسبانى لهندوراس
ظل اقليم هندوراس آمناً حتى مارس 1524 عندما أصبح جيل جونزاليز دافيلا أول إسبانى يصل اليها بهدف الغزو. فأسس مدينة سان جيل دى بوينا بيستا ودخل اراضى هندوراس مهدئاً السكان الأصليين. محارباً ضد الإسبان الذين كانوا يتنازعون معه على الاراضى، بالإضافة إلى أنه كان على أمل أن يعثر على مصرف بحيرة نيكاراغوا.
.ثم تحرك بعد ذلك هرنان كورتيز بسبب اعلانات مبعوثة من ثورات الكبيرة للبلاد، ارسل رحلتى استكشاف: واحدة برية والأخرى بحرية. وولى الأولى لبيدرو دى البارادو والثانية بقيادة كريستوبال دى اوليد ولكنه قام بخيانته. لهذا السبب خرج كورتيز من المكسيك على رأس رحلة استكشافية استمرت سنتين وانتهت بعد التعرض لآلاف المخاطر والحرمان في تروخيو. وبالوصول إلى هندوراس، ادخل الماشية وأسس مدينة «ميلاد السيدة العذراء» بالقرب من بويرتو كابايوس. قام كورتيز في حينها بتولية هرناندو دى سابيدرا حاكماً على هندوراس وذلك قبل العودة إلى المكسيك في الخامس والعشرين من أبريل عام 1526، وترك تعليمات لمعاملة السكان الأصليين معاملة حسنة. وفي السادس والعشرين من أكتوبر 1526 عين الإمبراطور ديجو دى لوبيز دى سالسيدو حاكماً لهندوراس بدلاً من سابيدرا وتميز العقد الثانى بالطموح الشخصى للحكام والغزاة بالتدخل مع المنظمات الحكومية.
وتمرد المستوطنين الإسبان ضد قادتهم في حين تمرد السكان الأصلين ضد رعاهم وضد المعاملة السيئة. فسعى سالسيدو وراء الثراء ودخل في مواجهات جدية مع بيدراياس حاكم (كاستيا دى أورو) الذي اراد ضم هندوراس حتى تصبح جزءاً من ممتلكاته.
وفي عام 1528 قام بيدرارياس باعتقال سالسيدو وأجبره على التنازل عن جزء من اراضى هندوراس.
ولكن رفض الإمبراطور هذه الاتفاقية.وبعد موت سالسيدو عام 1530 أصبح المستوطنون حكام سلطة فعينوا حكاماً وأقالوا آخريين، وامام هذا الموقف طلب المواطنون من من بيدرو دى البارادو وضع حد لهذه الفوضى، وبمجرد وصوله عام 1536 هدأت الأوضاع وظلت المنطقة تحت سيطرته.
وفي عام 1537 عُين فرانسيسكو دى مونتيخو كحاكم وبوصوله هندوراس، ألغى تقسيمات الأراضى التي قسمها ألفارادو. كان ألونسو دى كاسيريس مسئولاً عن اخماد تمرد جزر الهند عام 1537 و 1538 التي قادها كالسكي ليمبيرا.وفي عام 1539 كان مونتيخو وألفارادو يتنازعون بجدية حول المنطقة حيث جذب النزاع اهتمام المجلس في جزر الهند.
فذهب مونتيخو إلى ولاية تشياباس وأصبح ألفارادو حاكماً على هندوراس.

##### اقتصاد هندوراس
إن هزيمة ميبيرا وبناء أسقفية لأول مرة في تروخيو وبعدها في كوماياغوا ساهمت في نهاية الشجار بين الفصائل المتنازعة الإسبانية في زيادة النشاط الاقتصادى لمدينة هندوراس في عام 1540 . وتطورت مجموعة متنوعة من الأنشطة الزراعية اشتملت على تربية الماشية وبعد فترة بدأ تجميع كميات كبيرة من نبات الفشاغ ولكن كان النشاط الاقتصادى الاكثرأهمية في هندوراس في القرن السادس عشر هو استخراج الذهب والفضة.
كان التعدين النشاط الذي اعطى اهمية كبيرة لمدينة المبيرا التي تحولت إلى عاصمة (أودينسيا دى لوس كونفنينس) التي انشأها كارلوس الأول.وقد تسبب هذا القرارفى حالة من الغضب في المراكز الأكثر شعبية في غواتيمالا والسلفادور.
وفي عام 1549 انتُقلت عاصمة لا اوديسيا إلى غواتيمالا القديمة، وحين إذا حُكمت هندوراس عن طريق اوديسيا حتى عام 1552 وبعد ذلك أصبح يعتد على القبطانية العامة لغواتيمالا.
وفي عام 1540 تم اكتشاف ذهباً وفضةً في وادى نهر غوايابا وقد ادى هذا إلى انخفاض العملة الغراسياس وصعود كوماياغوا باعتبارها المركز الرئيسي لهندوراس. وزاد الطلب على الأيدى العاملة، وهذا اسرع في ابادة السكان الأصليين.ونتيجة لذلك دخل العبيد الآتيين من أفريقيا.وتم العثور على ودائع من الذهب بالقرب من سان بيدروسولا وميناء تروخيو.
بدأ انخفاض إنتاج التعدين في عام 1560، وقلت معه أهمية هندوراس. وفي عام 1569 قد تم احياء النشاط الاقتصادى من جديد باكتشاف مناجم جديدة للفضة، مما ادى إلى تأسيس تيغوسيغالبا التي بدأت تنافس كوماياغوا كمدينة أكثر أهمية في مقاطعة هندوراس.
وقد ازدهرت الفضة وبلغت ذوتها عام1584 وبعد فترة وجيزة عاد الكساد الاقتصادى مرة أخرى.
وكانت جهودات التعدين في هندوراس يعوقها نقص في رؤوس الأموال، والايدى العاملة، وصعوبة التضاريس وبالإضافة إلى إهمال المسئولين.

##### حصن سان فرناندو
كانت واحدة من أكبر المشكلات التي واجهت الإسبان في هندوراس هي نشاط الإنجليز في الشمال. بدأت هذه الانشطة في القرن السادس عشرواستمرت حتى القرن التاسع عشر. ففى الاعوام الأولى، هاجم قراصنة أوروبيون بشكل مستمر شعوب الكاريبى في هندوراس.
وفي عام 1643 قامت رحلة استكشافية إنجليزية بتدمير مدينة تروخيو، الميناء الرئيسى لهندوراس، بالإضافة إلى بذل الإنجليز جهود كثيفة لتنفيذ مستعمراتهم في بداية القرن السابع عشر في جزر الخليج وشمال هندوراس بمساعدة لوس سامبوس ولوس ميسكيتوس الذين كانوا يهاجمون المستوطنات الإسبانية.
اما في بداية القرن الثامن عشر، سلالة البوربون، مرتبطون مع الحكام الفرنسيين. حلوا محل هابسبورغ على عرش إسبانيا وبدأت السلالة الجديدة سلسلة من الإصلاحات في كل الامبراطورية لتصميم وعمل نظام اداري أكثر كفاءة، ولتسهيل الدفاع عن المستعمرات .وبين هذه الإصلاحات لوحظ خفض الضريبة على المعادن الثمينة وتكلفة الزئبق الذي كان حكراً على النظام الملكى.
وقد ساهمت هذه الإصلاحات في إعادة هيكلة صناعة المعادن وذلك عام 1730 تحت حكم البوربون وقامت الحكومة الإسبانية
```
بعدة جهود لإسترداد السيطرة على ساحل الكاريبى.
```

وفي عام 1752 تم إنشاء حصن فرناندو دى اوموا .عاد الإسبان إلى تروخيو عام 1780 وبدأوا في تطويرها كقاعدة لعمليات ضد المستوطنات البريطانية نحو الشرق. وخلال هذا العام استرد الإسبان سيطرتهم على جزر الخليج وأبادوا معظم البريطانين وحلفائهم في منطقة النهر الاسود وفي عام 1786 تم الاعتراف بالسيادة النهائية لإسبانيا على الساحل الكاريبى من خلال المعاهدة الانجلو-اسبانية .

#### انهيار السيطرة الإسبانية

##### الدستور الإسبانى 1812
كان استقلال هندوراس يدور حول أحداث المقاطعات الأخرى لأمريكا الوسطى وعلى رأسهم الاحداث الواقعة في إسبانيا والمكسيك. وخلال القرن التاسع عشر، انحدرت الهيمنة الإسبانية، على الرغم من تحالف إسبانيا مع فرنسا في الحروب النابليونية، وفي عام 1808 أجبر نابليون بونابرت إسبانيا على التنازل عن عرشها وقام بتولية أخيه خوسيه بونبابررت.
ومن هنا تمرد الإسبان ضد المحتلين ورفضوا الاعتراف بخوسيه الأول كحاكم جديد، فهذا دفعهم على عقد جمعية وطنية تأسيسية التي أصدرت دستور قادش عام 1812.
وقد نص هذا الدستور على الاقتراع العام والسيادة الوطنية والفصل بين السلطات وحرية الصحافة وتوزيع الاراضى الزراعية وحرية الصناعة وغيرهم. كانت المشاكل في إسبانيا والحريات الجديدة المكفولة والمقترحة في دستور قادش قد لاقت أصداؤها في أمريكا الوسطى وأمريكا اللاتينية فأدت إلى القيام بسلسلة من الانتفاضات ضد الإسبان.
أما في مقاطعة السلفادور (1811)، كان الكهنة ماتياس ديلجادو ونيكولاس أجوليار وأيضاً خوان مانويل رودريجيز ومانويل خوسيه أرسى فاجوجا هم رواد الدعاة لحركة الاستقلال في أمريكا الوسطى، فقاموا بالتآمر ضد رئيس بلدية المقاطعة أنطونيو جيتاريز أوياوا. فتتابعت هذه الحركة الثورية بعد ذلك في نيكاراغوا ولكنها لم تنجح بعد.
وفي غواتيمالا (1813) اجتمع عدة مواطنين متميزين في مبنى بيلين بهدف الحصول على الاستقلال ومن بينهم فرانسيسكو باررونييا . ولكن كُشفت هذه الاجتماعات من جواسيس القائد العام بغواتيملا خوسيه بوستامانتيى . وأدى كشف المؤامرة لوضع العديد من المتآمرين في السجن وبعضهم اختفى والبعض الآخر هاجر خارج البلاد ومن وقتها لم تحدث أي عمليات بخوص الاستقلال.
```
أما في اقليم هندوراس كانت تزداد حالة الغضب ضد حكومة الملك فرناندوالسابع بشكل سريع ويرجع ذلك لزيادة الضرائب بسبب حروب إسبانيا مع فرنسا . وتسبب ذلك في تدهور الحالة الاقتصادية.
```

بالإضافة إلى لجوء السلطات الإسبانية إلى استمرار في الحكم لخنق قضية الاستقلال ومن هنا لم تحدث أي عمليات تخص استقلال أمريكا الوسطى.

#### اعلان الاستقلال

##### استقلال أمريكا الوسطى
وفقاً للكاتب رامون روسا، خلال حكومة أوروتيا، حصل الإستقلاليون على اراض ولكن كان دافعهم أكثر قوةً في عام 1820 عندما اضطر الملك فرناندو السابع إعادة تفعيل دستور 1812 الذي عطله من قبل بنفسه.
وأُعلن بعد ذلك في أمريكا الوسطى حرية الصحافة .أسس الدكتور بيدرو مولينا مازارتيجو المحرر الدستورى الذي عن طريقه تم ترويج فكرة الاستقلال.
وفي التاسع من مارس 1812 وصل للسلطة مقتش الجيش، غابينو غاينثا وكان رجلا مسن ذو شخصية ضعيفة . بينما كانت تحقق ثورة المكسيك نجاحاً بسبب خطة إيغوالا وأعلنت إستقلالها النهائى عن إسبانيا 24 فبراير 1821 وكان هذا الحدث مقلقاً للسلطات الأسبانية ولكن حفز الاستقلاليين الامريكيين على طلب الاستقلال.أجبر ضغط الاستقلاليين مجلس المحافظات على طلب عقد اجتماع من غينسيا لمناقشة قضية الاستقلال.
آنذاك اجتمع غابينو غانثيا برئيس الاساقفة وبعض القادة العسكريين واساقفة الأوامر الدينية وموظفين بالشئون المالية وكان يرأس الاجتماع غانيثيا نفسه وكان الكل يعبر عن رأيه بحرية .
وألقى السيد خوسيه سيسليو دى الفيليي كلمته في خطاب طويل مؤكداً على ضرورة العدالة والاستقلال مبيناً ضرورة تصويت المقاطعات قبل إعلان الاستقلال أولاً. وكانت الاصوات للاستقلال لذلك أعلن الاستقلال 15 سبتمبر عام 1821.فقد وضع خوسيه سيسسو تلك الوثيقة وايضاً البيان الرسمى الذي أعلنه القائد العام غانثيا عن حدث الاستقلال.
فحينئذ أعلنت هندوراس إستقلالها عن باقى دول أمريكا الوسطى، وشرعت في منظمة دولة هندوراس الجديدة. ولكن أعاق هذه المنظمة التنازع بين الليبراليين والمحافظين الذي سبب الفوضى السياسية وتأخير تطوير الدولة.
جذبت الاضطرابات السياسية للبلد طموحات الأفراد ودول أمريكا الوسطى وأوروبا. وعلى مدار باقى القرن، كانت الدول المجاورة لهندوراس تتدخل بإستمرار في سياستها الداخلية وأمام عقبات كبيرة، تولى الدكتور ماركو أوريليو سوتو إدارة شئون الدولة، فبدأ بتطوير الشئون المدنية والقضائية والإجراءات التجارية والزراعية بهدف تطوير هندوراس وإنهاء تشريعات استعمارية قديمة.

#### ضم المكسيك

##### الإمبراطورية الأولى المكسيكية
استمرت السعادة باستقلال أمريكا الوسطى مدة قليلة جدا.ففى يوم 28 نوفمبر عام 1821 اقترح أغوستين دى ايتوربيدى على غانثيا ضم المكسيك بحجة أن أمريكا الوسطى تفتقر العناصر الضرورية لتحقيق استقلالها، وللتخلص من التهديد الخارجى وبناء أمة .واقترح على دول أمريكا الوسطى تشكيل إمبراطورية كبيرة مع المكسيك بناءاً على خطة اغوالا ومعاهدات قرطبة.
من أجل الضغط لعملية ضم المكسيك، أرسل أيتوربيدى قوات مكسيكية من أمريكا الوسطى. ونتيجة لهذا الوضع تم انشاءتحالفيين: حلفاءيريدون ضم المكسيك وهم يشكل معظمهم من العائلات التنويرية وأعضاء من حزب المحافظ.
والاستقلاليين: المكون من الليبراليين.
كان في هندوراس انقساماً واضحاً بين كوماياغوا بسبب انحيازها للضم وتيغوسيغالبا بسبب انحيازها للإستقلال . وبعد تلقى غانثيا تصريحاً من إتوربيدى عقد اجتماعاً بالمجلس الاستشارى . وفي هذا الاجتماع، تم الاتفاق على تصويت مفتوح بشأن الضم لفترة قصيرة.
وفي الخامس من يناير، تم الاجتماع مجدداً في المجلس الإستشارى بهدف تحديد الوقت المناسب للضم المكسيك.
وعند فرز الأصوات كانت النتيجة نقص 68 مجلساً محلياً، ولكن لم يتضح من التصويت الرغبة الواضحة للشعب، وعند توزيع القوائم بالموافقة على انضمام المكسيك، تُرِك القرار للمجلس بتحديد القرار اما بضم المكسيك أو قبول قرار المجلس الاستشارى.
ثم جاء في المناقشة اعتراض خوسيه سيسيليو بشدة على ضم المكسيك موضحاً انه على الرغم من هذه الازمات الا أن أمريكا الوسطى دولة كبيرة وغنية بالمصادر الطبيعية والموارد البشرية للخروج من ازماتها. ولكن كانت جهوده بلا جدوى حيث ان أغلبية أعضاء المجلس الإستشارى بقيادة غنيثيا متأثريين بالمحافظين ومقتنعين بأن أمريكا الوسطى لم تكن تمتلك أي عناصر كافية لإنشاء دولة مستقلة.
وأشتمل رأيهم على أن الدولة ان ارادت أن تنعم بالسلام والحرية عليها الاتحاد مع إمبراطورية اتوربيدى ولذلك فقد أعلنوا انضمام المملكة القديمة لغواتيمالا إلى المكسيك . ولكن هذا الاتحاد لم يستمر طويلاً حيث انتشرت فكرة إنشاء جمهورية في المكسيك مما أدى إلى تنازل الإمبراطور ايتوربيدى في مارس عام 1823 . في ذلك الوقت كان خوسيه سيسيليو دى الفايلى عضواً في المجلس المكسيكى ممثلا تشيمولا وتيغوسيغالبا، واثبت عدم شرعية انضمام المكسيك لأمريكا الوسطى .وعلى هذا النسق أعلن المجلس المكسيكى في 1 يوليه 1823 الحرية لأمريكا الوسطى كدولة مستقلة .

#### الجمهورية الفيدرالية

##### فرانسيسكو مورازان

###### الجمهورية الفيدرالية لأمريكا الوسطى
في الأول من يوليو عام 1823 وبعد انفصال، سميت أمريكا الوسطى مؤقتاً باسم المقاطعات المتحدة لأمريكا الوسطى وظلت مكونة من دول غواتيمالا وهندوراس والسلفادور ونيكاراغوا واخيرا كوستاريكا.
أنعقد في العام التالى المجلس المكون لأمريكا الوسطى في مدينة غواتيمالا، بهدف تحديد نظام الحكم الذي سيحكم الأمة الجديدة .وقدموا على طاولة النقاش اقتراحين مختلفيين: انحاز الليبراليون للحكومة الفيدرالية التي تشابه الولايات المتحدة حيت كل دولة لها حكومتها وقانونها الخاص أما المحافظون كانوا متحيزيين للحكومة الموحدة التي تتبنى فكرة الإخضاع لنظام موحد وحكومة موحدة.
وبعد مناقشة الاقتراحين، كان الليبراليون يمثلون الأغلبية وكان لهم حق اعتماد اطروحة الحكومة الفيدرالية.ومن ثم انشأوا الجمهورية الفيدرالية لأمريكا الوسطى التي تحكم تحت مظلة دستور 1824 . ونتيجة لذلك عُين الرئيس المنتخب مانويل خوسيه ارسى الذي تعهد بتغير النظام الاقتصادى والاجتماعى لأمريكا الوسطى
لاقى أرسى معارضات من قبل المحافظين وبسبب نفوذهم الاجتماعى وقوة سلطتهم الاقتصادية لم يسمحوا بأي نوع من التطور في برنامج الحكومة. وبكونه مدرك قوتهم أنهى أرسى برامجه مع الليبراليين وقرر التحالف مع المحافظين.
وفي عام 1826 تبنى الرئيس أرسى حل المجلس الفيدرالى وقام بغزو السلفادور وهندوراس وأدى ذلك لحرب أهلية التي أظهرت الزعيم الليبرالى فرانسيسكو مورازان.وبعد عدة سنوات من الحروب هزم الجنرال مورازان القوات الفيدرالية التابعة للرئيس أرسى واستعاد النظام الدستورى.
أصبح مورازان رئيساً شرعياً بعد فوزه في الانتخابات عام 1830 . قامت حكومة مورازان ببعض الجهود لتحويل أمريكا الوسطى لدولة قوية وكبيرة . ولكن كان نجاحه محدوداً بسبب نقص الأموال والحروب الداخلية. وفي انتخابات عام 1834 هزم خوسيه سيسيليو دى الفايلى مورازان ولكن مات قبل أن يتولى منصبه. وعينت السلطة التشريعية مورازان فترة جديدة.
في عام 1837 بدعم المحافظين، بدأ المحافظين الثورة الأصلية التي انتهت بالإطاحة برئيس الدولة خوان مانويل جالييز. وأدى ذلك لحل الجمهورية الفيدرالية لأمريكا الوسطى. وبهذا انتهت الفترة الثانية لمورازان كرئيساً للجمهورية . وأعلن مجلس أمريكا الوسطى عام 1838 أن الدولة لها الحرية في إنشاء حكومتها الخاصة.

#### إقامة دولة هندوراس (1838-1899)

##### تشكيل دولة هندوراس

###### الدستور الأول
كانت فترة الحكم الفيدرالى كارثية بالنسبة لهندوراس. وأدت المنافسات المحلية والنزاعات الأيدولوجية إلى الفوضى السياسية والخلل الاقتصادى. فبذلك استغل البريطانيون هذا الموقف الفوضوى لفرض سيطرتهم على جزر الباهيا. ونتيجة لذلك لم تضيع هندوراس الوقت في الانفصال بشكل رسمى عن الحكم الفيدرالى ولم تتردد على فعل ذلك. فأعلنت هندوراس استقلالها عن أمريكا الوسطى في الخامس عشر من سبتمبر عام 1838. وفي يناير عام 1839 اعتمدت رسمياً الدستور الأول للدولة. وأصبح الجنرال فرانسيسكو فيرا الرئيس الأول للدولة (1841- 1842) وبعد ذلك تقدم كمرشح وحيد فتبع هذه الفترة بفترة ثانية (1842-1843).
وسلم الحكم عند انتهاء مدته لكورونادو تشيبس وبعد انتهاء مدة حكم تشيبس أراد فييرا الرجوع للسلطة ولكنه لم يلق الدعم وقام المجلس بتولية خوان ليندو. وخلال فترة حكمه أعتمد دستورأً جديداً في عام 1848 . وقام بمجهودات لتطوير التعليم وتحسين الموقف الإداري للدولة.
وفي عام 1852 سلم خوان ليندو السلطة لليبرالى خوسيه ترينيداد (1852-1855). وبعد مرور ثلاث سنوات، قامت الحكومة الغواتيمالية برئاسة رافائيل كاريرا بغزو هندوراس وقامت بطرد كابايناس ووضعت بدلاً منه القائد المحافظ خوسيه سانتوس جوارديولا.

#### التدخل الخارجى
استمر الصراع بين الليبرالين والمحافظين في أمريكا الوسطى فترة مؤقتة بسبب ظهور القرصان الأمريكى ويليام والكير في عام 1855.
وفي عام 1856 عين والكير نفسه رئيساً لنيكاراغوا .وامام هذا المشهد شكلت جيوش دول أمريكا الوسطى اتحاداً وأجبروا القرصان على ترك نيكاراغوا عام 1857 واعادته إلى بلده في الولايات المتحدة.
وفي عام 1859 وقع البريطانيون معاهدة تعترف بسيادة هندوراس على موسكيتسا وجزر باهيا .ولكن رفض بعض المستوطنون البريطانيون في المنطقة هذا التغيير وطلبوا المساعدة ضد ويليام والكير. وفكر أنه مبعوث جيد عن طريق الليبراليين الهندوراسين الذين حاولوا قلب الرئيس خوسيه سانتوس غوارديولا.
```
نزل والكير في سواحل هندوراس عام 1860 ولكنه وجد هناك القليل من الدعم من بعض السكان في هندوراس وبعض البريطانين ايضاً.
```

وبعد أيام قليلة في 1860 قُتل والكير بالرصاص في تروخيو .وعادت جزر الباهيا ولقى والكير مصرعه وبهذا وضعت نهاية التهديد بسلامة أراضى أمريكا الوسطى وهندوراس.
ظلت هندوراس باقى القرن تحت حكم رؤساء من غواتيمالا والسلفادور ونيكاراغوا . عُين الجنرال خوسيه ماريا ميدينا كرئيساً عدة مرات خلال هذه الفترة ولكن تدخل غواتيمالافى عام 1876 أخذت منه السلطة ومن انصاره ووصل بدلاً منه الدكتور ماركو اوريليو سوتو الذي حكم بدعم من الرئيس خوستو روفينو باريوس.
ونفذ سوتو الإصلاح الليبرالى في هندوراس من خلال تطوير الاقتصاد وتحويل الدولة لمجتمع حديث.
ولكن في عام 1883، سقط الدكتور سوتو في نزاع ايضاً مع باريوس واضطر على الاستقالة. وتولى بعده خليفته الجنرال لويس بورغان وظل في المنصب حتى عام 1891 عندما تولى الجنرال بوناسيو لييفيا (الذي حكم فترة قليلة لاتتعدى الثلاث سنوات 1873-1876) وعاد للسلطة بخوضه انتخابات مزورة.
```
وعلى الرغم من كونه ليبرالى حاول ليفييا الحكم كديكتاتور مستبد، فقام بحل الحزب الليبرالى لهندوراس (
PLH
) 
```

وترحيل قاداته.
وكانت النتيجة هي حدوث صراعات جديدة التي اسفرت عن بناء الحزب الليبرالى مؤخراً بنجاح.
كان الحزب الليبرالى في هندوراس يزعمه بوليكاربو بونيلا مع دعم الديكتاتور الليبرالى لينكاراغوا خوسيه سانتوس .وعندما تولى بونيلا الحكم عام 1894 بدأ بتطبيق درجة كبيرة من النظام في المشهد السياسى لهندوراس. وأصدر درستوراً آخر عام 1895، وأنتُخب بونيلا لمدة اربع سنوات.
قامت حكومة بونيلا بتطوير القوانين المدنية وتحسين الاتصالات وبذلت أيضاً مجهودات لحل النزاعات الحدودية الطويلة مع نيكاراغوا . وأكد بونيلا على أن الجنرال تيريسيو سيرا سيخلفه في نهاية مدته عام 1899.